# Braceby and Sapperton
Braceby and Sapperton est une paroisse civile du district du South Kesteven dans le Lincolnshire, en Angleterre.
Constituée de deux villages, Braceby et Sapperton, elle compte 47 habitants lors du recensement de 2001.
La limite nord de la paroisse est formée par la route A52 qui relie Grantham à Boston ; à l'ouest, on trouve le tracé d'une ancienne voie romaine qu'emprunte en partie la route dite King Street reliant Peterborough à South Kesteven. 
Une ferme du XVIIe siècle, College Farmhouse, se trouve sur le territoire de la paroisse.